# Saad Al-Shammari
Saad Al-Shammari (en árabe: سعد سطام سعود الشمري‎; Rafha, Arabia Saudita; 6 de agosto de 1980) es un exfutbolista de Catar nacido en Arabia Saudita que jugaba en la posición de defensa.

## Carrera

### Club
| Periodo   | Club          |
| --------- | ------------- |
| 1995–2004 | Al-Gharafa SC |
| 2004      | Esbjerg fB    |
| 2004–2011 | Al-Gharafa SC |
| 2011–2013 | El Jaish SC   |
| 2013–2014 | Umm-Salal SC  |
| 2014–2015 | Al-Wakrah SC  |

### Selección nacional
Jugó para Qatar en 82 ocasiones de 2000 al 2010 y anotó ocho goles; participó en tres ediciones de la Copa Asiática y en los Juegos Asiáticos de 2002.

## Logros

### Club
- Qatari League: 2004-05, 2007–08, 2008-09
- Emir of Qatar Cup: 2009
- Qatar Crown Prince Cup: 2000
- Sheikh Jassem Cup: 2005, 2007

### Selección nacional
- Gulf Cup: 2004